# Кръневичи
Кръневичи (на сръбски: Крњевићи) е село в Босна и Херцеговина, разположено в община Требине, в ентитета на Република Сръбска. Населението му според преброяването през 2013 г. е 7 души, от тях: 6 (85,71 %) сърби и 1 (14,28 %) хърват.

## Население
Численост на населението според преброяванията през годините:
- 1961 – 38 души
- 1971 – 34 души
- 1981 – 21 души
- 1991 – 12 души
- 2013 – 7 души